# Lascelles Abercrombie
Pour les articles homonymes, voir Abercrombie.
 (octobre 2015).
Si vous disposez d'ouvrages ou d'articles de référence ou si vous connaissez des sites web de qualité traitant du thème abordé ici, merci de compléter l'article en donnant les références utiles à sa vérifiabilité et en les liant à la section « Notes et références ».
Lascelles Abercrombie, connu aussi comme the Georgian Laureate, né à Ashton upon Mersey (aujourd'hui incorporé à Sale), le 9 janvier 1881 et mort le 27 octobre 1938, est un écrivain, dramaturge, poète et critique britannique. Il fait partie du groupe des poètes de Dymock.

## Biographie
Il étudie à l'université de Manchester. Avant la Première Guerre mondiale, il réside pendant un temps à  Dymock dans le Gloucestershire, dans une communauté où vivent aussi Rupert Brooke et Edward Thomas. En 1922, il est nommé professeur d'anglais à l'université de Leeds. En 1929, il part à l'université de Londres, et en 1935, il obtient un poste de professeur à Oxford. Il a écrit de nombreuses critiques sur la poésie.
Il est le frère de l'architecte Patrick Abercrombie.